# Anomala bohemani
Anomala bohemani är en skalbaggsart som beskrevs av Fahraeus 1857. Anomala bohemani ingår i släktet Anomala och familjen Rutelidae. Inga underarter finns listade i Catalogue of Life.